# Black Magic Woman
Black Magic Woman ist ein Lied der multinationalen Rockband Fleetwood Mac, das im Februar 1968 erschien. Größere Bekanntheit erlangte es im Jahr 1970 durch eine Coverversion der US-amerikanischen Latin-Rock-Band Santana, die als Single zum Charthit avancierte.

## Entstehung und Veröffentlichung
Getextet und komponiert wurde das Lied alleine von Fleetwood-Mac-Frontmann Peter Green. Für die Produktion zeichneten alle Fleetwood-Mac-Mitglieder sowie Mike Vernon verantwortlich. In verschiedenen Interviews hat Green eingeräumt, dass Black Magic Woman durch Otis Rushs All Your Love beeinflusst wurde, der zwei Jahre zuvor unter anderem von Greens ehemaliger Band John Mayall & the Bluesbreakers aufgenommen worden war (mit Greens Vorgänger Eric Clapton an der Leadgitarre).
Die Erstveröffentlichung von Black Magic Woman erfolgte als Single am 29. März 1968 bei Blue Horizon Records. Diese erschien zunächst als 7″-Single mit der B-Seite The Sun Is Shining (Katalognummer: 57-3138). Im Juni desselben Jahres erschien bei Epic Records eine 7″-Singleausführung mit der B-Seite Long Grey Mare (Katalognummer: 5-10351). Am 27. Januar 1969 erschien das Lied als Teil von English Rose (Katalognummer: Epic BN 26446), dem ersten Kompilationsalbum der Band.

## Hintergrund
Auch nachdem Green die Band verlassen hatte, wurde das Lied in den Liveset-Listen von Fleetwood Mac aufgeführt, wo es oft von Danny Kirwan gesungen wurde. Bei Konzerten in den frühen 1970er Jahren bildete es die Grundlage für lange Jam-Sessions in der Konzertmitte. Das Lied hat die gleiche Akkordstruktur, Gitarrenbreaks und sogar eine ähnliche Melodie wie Greens I Loved Another Woman aus dem Debütalbum von 1968 und könnte sich aus dem früheren Lied entwickelt haben.

## Stil

### Struktur
In der Tonart D-Moll gesetzt, folgt die Strophe einer zwölftaktigen Akkordfolge, die abwechselnd in D-Moll7, A-Moll7 und G-Moll7 erklingt. Die Instrumentierung besteht aus Gesang, zwei Gitarren, Bassgitarre und Schlagzeug. Das Lied ist im 4/4-Takt gesetzt, wobei der Rhythmus auf den Auftakt folgt und dann nach der letzten Strophe in einen Shuffle übergeht.
D-Moll 7 | D-Moll 7 | A-Moll 7 | A-Moll 7 | D-Moll 7 | D-Moll 7 | G-Moll 7 | G-Moll 7 | Dm 7 - C 7 | Bb 7 - A 7 | D-Moll 7 | D-Moll 7
Die Originalaufnahme von Peter Greens Fleetwood-Mac-Version enthält Gitarren, deren Original–Tonhöhe leicht unter der Standardtonhöhe liegt. Bei den meisten Aufführungen wurden sie jedoch in Standardtonhöhe gespielt.

### Gitarre
Nach Aussage von Kirk Hammett schrieb Peter Green das Lied auf der Greeny, welche für ihren einzigartigen Klang bekannt ist. So gehörte diese Gitarre nach Peter Green dem Gitarristen Gary Moore, ehe sie in den Besitz von Kirk Hammett überging.

## Chartplatzierungen
| ChartsChartplatzierungen     | Höchstplatzierung | Wochen |
| ---------------------------- | ----------------- | ------ |
| Vereinigtes Königreich (OCC) | 37 (7 Wo.)        | 7      |

## Coverversionen

### Santana

#### Entstehung und Veröffentlichung
Santanas Coverversion entstand im Jahr 1970, unter der Produktion von Fred Catero, Tom Coster und Bandleader Carlos Santana. Die Erstveröffentlichung erfolgte am 2. September 1970 bei Columbia Records, als Teil von Santanas zweiten Studioalbum Abraxas (Katalognummer: KC 30130). Am 26. Oktober 1970 erschien das Lied als Singleauskopplung aus dem Album. Diese erschien als 7″-Single mit der B-Seite Hope You’re Feeling Better (Katalognummer: 4-45270).
Diese Version ist ein Medley aus Gábor Szabós Instrumentalstück Gypsy Queen (1966) und Fleetwood Macs Black Magic Woman. Es ist eine Mischung aus Jazz, ungarischer Folklore und Lateinamerikanischer Musik. Bei den meisten Radioaufführungen wurde der Titel bei 3:15 Minuten ausgeblendet. Inzwischen sind weitere, längere Fassungen des Medley erschienen, darunter auch eine, die 8:56 Minuten läuft.

#### Inhalt und Stil
Obwohl das Lied der Struktur der Version von Peter Green folgt, im gleichen Tempo, in D-Moll und mit der gleichen Melodie und dem gleichen Text, unterscheidet es sich doch erheblich durch ein leicht verändertes Akkordmuster (Dm7-Am7-Dm7-Gm7-Dm7-Am7-Dm7), wobei sich gelegentlich der dorische und der äolische Modus vermischen, besonders im Intro des Liedes. Als kuriose Mischung aus Blues, Rock, Jazz und einem 3/2-Takt Afrokubanischer Rumba fügte Santana in seinem Arrangement neben Orgel und Klavier auch Conga, Timbales und andere Perkussion hinzu, um komplexe Polyrhythmen zu erzeugen, die dem Lied ein Voodoo-Gefühl verleihen, das sich vom Original unterscheidet.
Die Einleitung des Songs, die aus Szabós Gypsy Queen adaptiert wurde, besteht aus einfachem Hammer-on auf den Gitarrensaiten, Slides auf der Gitarre und dem Bass, bevor sie in das einleitende Gitarrensolo von Black Magic Woman übergeht. Nach dem einleitenden Solo, das der gleichen Akkordfolge folgt wie die Strophe, geht das Lied in ein achttaktiges Klaviersolo in D-Moll über. Es folgen zwei Strophen Gesang, die vom Keyboarder Gregg Rolie gesungen werden. Auf die beiden gesungenen Strophen folgen zwei Strophen Gitarrensoli, denen dann eine weitere Strophe folgt, bevor sie in eine modifizierte Version des Gypsy Queen Abschnitts vom Anfang des Liedes bis zum Ende des Stückes übergeht.

#### Chartplatzierungen
Santanas Coverversion avancierte mit Rang vier zum Top-10-Erfolg in den US-amerikanischen Billboard Hot 100. Es war der zweite Top-10-Hit nach Evil Ways und der bis dato bestplatzierte, nachdem Evil Ways zuvor mit Rang neun die Bestmarke innehatte. Es war bis zur Veröffentlichung des Nummer-eins-Hits Smooth im Jahr 1999 die erfolgreichste Chartsingle der Band.
| ChartsChartplatzierungen       | Höchstplatzierung | Wochen/ Monate |
| ------------------------------ | ----------------- | -------------- |
| Deutschland (GfK)              | 14 (12 Wo.)       | 12 Wo.         |
| Österreich (Ö3)                | 16 (1 Mt.)        | 1 Mt.          |
| Vereinigte Staaten (Billboard) | 4 (13 Wo.)        | 13 Wo.         |

#### Auszeichnungen für Musikverkäufe
| Land/Region                  | Auszeichnungen für Musikverkäufe (Land/Region, Auszeichnung, Verkäufe) | Verkäufe |
| ---------------------------- | ---------------------------------------------------------------------- | -------- |
| Neuseeland (RMNZ)            | Platin                                                                 | 30.000   |
| Vereinigtes Königreich (BPI) | Silber                                                                 | 200.000  |
| Insgesamt                    | 1× Silber · 1× Platin ·                                                | 230.000  |

Hauptartikel: Carlos Santana/Auszeichnungen für Musikverkäufe

### Weitere Coverversionen
Das Lied wurde auch von dem ehemaligen Fleetwood-Mac-Mitglied Bob Welch auf seinem 2006 erschienenen Album His Fleetwood Mac Years and Beyond, Vol. 2 gecovert. Anders als der Titel des Albums verspricht, war Welch zum Zeitpunkt der ursprünglichen Aufnahme noch kein Mitglied der Band.